# Oumagadoki Doubutsuen
Ōmagadoki Dōbutsuen (逢魔ヶ刻動物園?), también conocida como Oumagadoki Zoo o como Crazy Zoo en España, es una serie de manga escrita e ilustrada por Kōhei Horikoshi. Fue serializada en la revista de manga shōnen de Shueisha Weekly Shōnen Jump desde julio de 2010 hasta abril de 2011, con sus capítulos recopilados en 5 tankōbon volúmenes. La historia sigue a Hana Aoi, una torpe joven que trabaja en un zoológico e intenta mejorar, además ama a los animales, pero se da cuenta de que el zoológico está maldito.

## Sinopsis
Hana Aoi, una torpe joven, es conocida en su escuela por el apodo de "Torpe, buena para nada". Un día, ve un volante en la ciudad sobre un zoológico que necesita trabajadores. Después de aparecer allí, descubre que el zoológico oculta cosas extrañas, de lo que se da cuenta después de ver a Shiina, el director del infame zoológico Oumagadoki. Ha sido maldecido por un conejo fantasma y le ha dado el cuerpo de un conejo. Para recuperar su cuerpo original, tiene que demostrar que se preocupa por los animales reuniendo a todos los animales del mundo y haciendo su propio zoológico popular.

## Personajes

### Zoológico Oumagadoki

#### Humanos
Shiina (椎名?)
El lunático y egoísta director del zoológico de Oumagadoki. Tiene el cuerpo de un conejo después de haber sido maldecido por un conejo fantasma cuando era un niño. A pesar de su personalidad increíblemente infantil, todos los animales del zoológico lo respetan y él los cuida y ve a cada uno como su amigo, volviéndose loco cuando están en peligro de extinción. Sus técnicas son Rabbit Peace, Jet Carrot, Rabbit W Peace, Rabbit Serve, Rabbit Slap, White Rabbit of Inaba, Rabbit Plunge Peace y Rabbit Million Peace.
Hana Aoi (蒼井 華 Aoi Hana?)
La torpe cuidadora del zoológico de Oumagadoki, aceptó el trabajo tanto para cambiarse como para pasar tiempo con los animales. Ella debe estar muy bien informada sobre los rasgos y comportamientos de varios animales, debido a su gran amor por ellos.

#### Animales
Uwabami (ウワバミ?)
Ella es una serpiente. Cuando se transforma gracias al humo de Shiina, se parece a Medusa. Está enamorada de Shiina. Uwabami también es un personaje del trabajo posterior de Horikoshi, My Hero Academia.
Oogami (大上 Ōgami?)
Es un dole (lobo rojo). Aunque no es tan poderoso como Shiina o Shishido, es astuto en la batalla.
Shishido (シシド?)
Él es un leon. Su técnica es Lion Heat, inspirado en "Rabbit Peace" de Shiina. Un león joven extremadamente violento, lucha constantemente contra Shiina por el puesto de director del zoológico, pero es derrotado fácilmente.
Gorilla Kong (ゴリラコング Gorira Kongu?)
Es un gorila, como dice su nombre. Incluso cuando se transforma, su apariencia no cambia. Su técnica es la Garra de Gorila.
Igarashi (イガラシ?)
Es una foca manchada. Suele ser secuestrado con facilidad y es un caballero.
Chita (知多?)
El es un guepardo. Tiene sobrepeso, pero con la ayuda de Hana, comienza a hacer ejercicio nuevamente.
Kasai (加西?)
Es un rinoceronte indio. Está enamorado unilateralmente de Uwabami.
Takahiro (タカヒロ?)
Es un pigargo europeo.
Popo (ポポ?)
Es un hipopótamo.
Umemura (梅村?)
Es un bisonte americano.
Arai (新井?)
Ella es un mapache.
Kameda (亀田?)
Es una tortuga las Galápagos. Cuando se transforma, su caparazón se asemeja a la cara de un monstruo. Como tortuga, su debilidad es la falta de velocidad.
Kisazou (岐佐蔵 Kisazō?)
Es un elefante africano.
Hani-Wani (ハニワニ?)
Es un cocodrilo del Nilo.
Chouda (町田 Chōda?)
Es un avestruz.
Fukumoto (福本?)
Ella es un búho nival
Iwao (岩尾?)
Es un pingüino penacho amarillo austral.
Kirishima (桐島?)
El es una jirafa.
Momo (モモ?)
Es una ardilla voladora gigante japonesa.
Tetetete (テテテテ?)
Es un gibón de manos blancas .
Arashi (アラシ?)
Es un puercoespín crestado.
Old Man Armadi (アルマジ老師 Arumaji Rōshi?)
Es un armadillo de tres bandas brasileño.
Blackbuck Man (ブラックバックマン Burakkubakku Man?)
El es un antílope indio.

### Acuario Ushimitsudoki

#### Humanos
Isana (伊佐奈?)
El director del Acuario Ushimitsudoki, un acuario en la ciudad de Ushimitsu, vecina de Omaga. Comparte una maldición similar a Shiina y puede tomar la forma de un cachalote. Es temido por los animales del acuario por su trato despiadado, trabajándolos hasta casi morir y matando a los que se niegan a trabajar. Tiene la capacidad de generar ultrasonido, que puede paralizar a los animales.

#### Animales
Sakamata (サカマタ?)
Es una orca y el número 2 del Acuario Ushimitsudoki.
Kaizou (カイゾウ Kaizō?)
Es una morsa y el número 3 del Acuario Ushimitsudoki.
Dholak (ドーラク Dōraku?)
Es un cangrejo araña japonés y el número 4 del Acuario Ushimitsudoki.
Ikkaku (一角?)
Es un narval y el número 5 del Acuario Ushimitsudoki.
Fuka (フカ?)
Es un gran tiburón blanco y el número 6 del Acuario Ushimitsudoki.
Tekka Maki (鉄火マキ?)
Ella es un atún y el No. 7 del Acuario Ushimitsudoki.
Devilfish (デビルフィッシュ Debirufisshu?)
Es un pulpo común y número 8 del Acuario Ushimitsudoki.
Tsubo (ツボ?)
Es una anguila morena.

### Circo Yatsudoki

#### Humanos
Hiero Michinoke (道乃家 日枝狼 Michinoke Hierō?)
El director del Circo Yatsudoki.
Yu Kikuchi (菊池 悠 Kikuchi Yū?)
El nuevo miembro del Circo Yatsudoki.
Taro Suzuki (鈴木 太郎 Suzuki Tarō?)
El entrenador de animales del circo Yatsudoki.
Shikuma (志久万?)
El gobernante total del circo Yatsudoki. Al igual que Shiina e Isana, comparte una maldición y puede tomar la forma de un oso pardo.

#### Animales
Toytoy (トイトイ Toitoi?)
Ella es un caniche toy.
Byakkov (ビャッコフ Byakkofu?)
El es un tigre blanco.
Rodeo (ロデオ?)
Es un pura sangre.

### Otros humanos
Mukio Hanauwa (鼻上向夫 Hanauwa Mukio?)
Hijo de Mukanai.
Mukanai Hanauwa (鼻上向内 Hanauwa Mukanai?)
El presidente patrocinador de Ushimi Construction Works y el padre de Mukio.
Ikumi Hasuda (蓮田 育美 Hasuda Ikumi?)
Compañero de clase de Hana. Ella siempre la llama mujer inútil y le resulta molesto cada vez que Hana sigue intentándolo.
Miura (三浦?)
El novio de Ikumi.
Noriko Kuchinashi (梔子 典子 Kuchinashi Noriko?)
Uno de los compañeros de clase y amigos de Hana.
Sofue (祖父江?)
Fujio Mizoguchi (溝口 藤夫 Mizoguchi Fujio?)
La profesora de gimnasia de la escuela a la que va Hana.

## Contenido de la obra

### Manga
El zoológico de Oumagadoki está escrito e ilustrado por Kōhei Horikoshi . La serie fue serializado en Shueisha 's Weekly Shonen Jump del 12 de julio de 2010 al 18 de abril de 2011. Shueisha reunió sus capítulos en cinco volúmenes de tankōbon, publicados del 4 de noviembre de 2010 al 4 de agosto de 2011.  